# Ники Френч
Ники Френч (на английски: Nicci French) е общ псевдоним на английските журналисти и писатели Ники Джерард и Шон Френч, съпруг и съпруга, които пишат заедно и са автори на психологически трилъри.

## Биография и творчество
Журналистите Ники Джерард (родена на 10 юни 1958 г.) и Шон Френч (роден на 28 май 1959 г.) се женят през 1990 г. От 1999 г. живеят в Съфолк, Източна Англия. И двамата са учили английска литература в Оксфордския университет, но не са се срещали там. Двойката има две дъщери, Хадли и Моли, а Ники Джерард има две деца от първия си брак – Едгар и Анна.
Започват да пишат първата си съвместна книга през 1995 г. Първият им роман „The Memory Game“ (Играта на паметта) е издаден през 1997 г. под псевдонима Ники Френч.
През 2002 г. романът им „Killing Me Softly“ (Убивай ме нежно) е екранизиран в успешния едноименен филм с участието на Хедър Греъм и Джоузеф Файнс. Следват още няколко екранизации на техните романи.
През 2011 г. е издаден първият им роман „Черен понеделник“ от поредицата „Фрида Клайн“. В емблематичната им поредица от 8 психологически трилъра главна героиня е психотерапевката Фрида Клайн. В първият роман тя се замесва с опасност за живота си в разследването на отвличане на дете, за който подозира свой пациент.

## Произведения

### Самостоятелни романи
- The Memory Game (1997)[1][2][3]
- The Safe House (1998)
- Killing Me Softly (1998)
- Beneath the Skin (2000)
В една кожа, изд. „Сепа-инфома“ (2003), прев. Виктория Димитрова
- The Red Room (2001)
- Land of the Living (2002)
- Secret Smile (2003)
- Catch Me When I Fall (2005)
- Losing You (2006)
- Until It's Over (2007)
- What to Do When Someone Dies (2008)
- Complicit (2009) – издаден и като „The Other Side of the Door“
- The Lying Room (2019)
- House of Correction (2020)
- The Unheard (2021)
- The Favor (2022)

### Серия „Фрида Клайн“ (Frieda Klein)
1. Blue Monday (2011)[1][2][3]
Черен понеделник, изд. „AMG-Publishing“ (2015), прев. Антоанета Тошева
2. Tuesday's Gone (2012)
В здрача на вторник, изд. „AMG-Publishing“ (2016), прев. Антоанета Тошева
3. Waiting for Wednesday (2013)
В очакване на сряда, изд. „AMG-Publishing“ (2017), прев. Антоанета Тошева
4. Thursday's Children (2014)
Безкраен четвъртък, изд. „AMG-Publishing“ (2018), прев. Антоанета Тошева
5. Friday on My Mind (2015)
Натрапчиви мисли за петък, изд. „AMG-Publishing“ (2019), прев. Антоанета Тошева
6. Saturday Requiem (2016) – издаден и като „Dark Saturday“
Реквием в събота, изд. „AMG-Publishing“ (2020), прев. Антоанета Тошева
7. Sunday Morning Coming Down (2017) – издаден и като „Sunday Silence“
Призори в неделя, изд. „AMG-Publishing“ (2021), прев. Антоанета Тошева
8. Day of the Dead (2018)

### Сборници
- #Youdunnit (2013) – с Аластар Гън и Тим Уивър[1][3]

### Екранизации
- 2002 Убивай ме нежно, Killing Me Softly
- 2002 The Safe House – тв филм
- 2005 Beneath the Skin – тв филм
- 2005 Secret Smile – тв минисериал
- 2009 Theatre Live! – тв сериал, 1 епизод
- 2011 Without You – тв минисериал, 3 епизода по „What to Do When Someone Dies“